# (12470) Pinotti
(12470) Pinotti (1997 BC9) – planetoida z pasa głównego asteroid okrążająca Słońce w ciągu 3,34 lat w średniej odległości 2,23 j.a. Odkryta 31 stycznia 1997 roku.